# Alto Consejo de Defensa Nacional
El Alto Consejo de Defensa Nacional fue un organismo gubernamental establecido en la República Democrática de Afganistán el 27 de marzo de 1979 para dirigir todas las fuerzas de seguridad del país.
Al momento de ser creado, el Alto Consejo de Defensa Nacional constaba de nueve miembros, cuatro de los cuales eran civiles (Presidente del Consejo Revolucionario Taraki; Primer Ministro Hafizullah Amín; Ministro del Interior Sherjan Mazduryar; Jefe de Asuntos Políticos de las Fuerzas Armadas Iqbal) y cinco eran militares (Ministro de Defensa Watanjar; Jefe del Estado Mayor Yaqub; Director del Departamento para Salvaguardar los Intereses de Afganistán Sarvari; Comandante de la Fuerza Aérea Gholam Sakhi; Comandante de la Fuerza Aérea Nazar Mohammad).
El gobierno buscaba que el Alto Consejo de Defensa Nacional sirviera para contener el faccionalismo creciente dentro del grupo Jalq del Partido Democrático Popular, que era el que dirigía el país.